# カルバジェーダ・デ・バルデオーラス

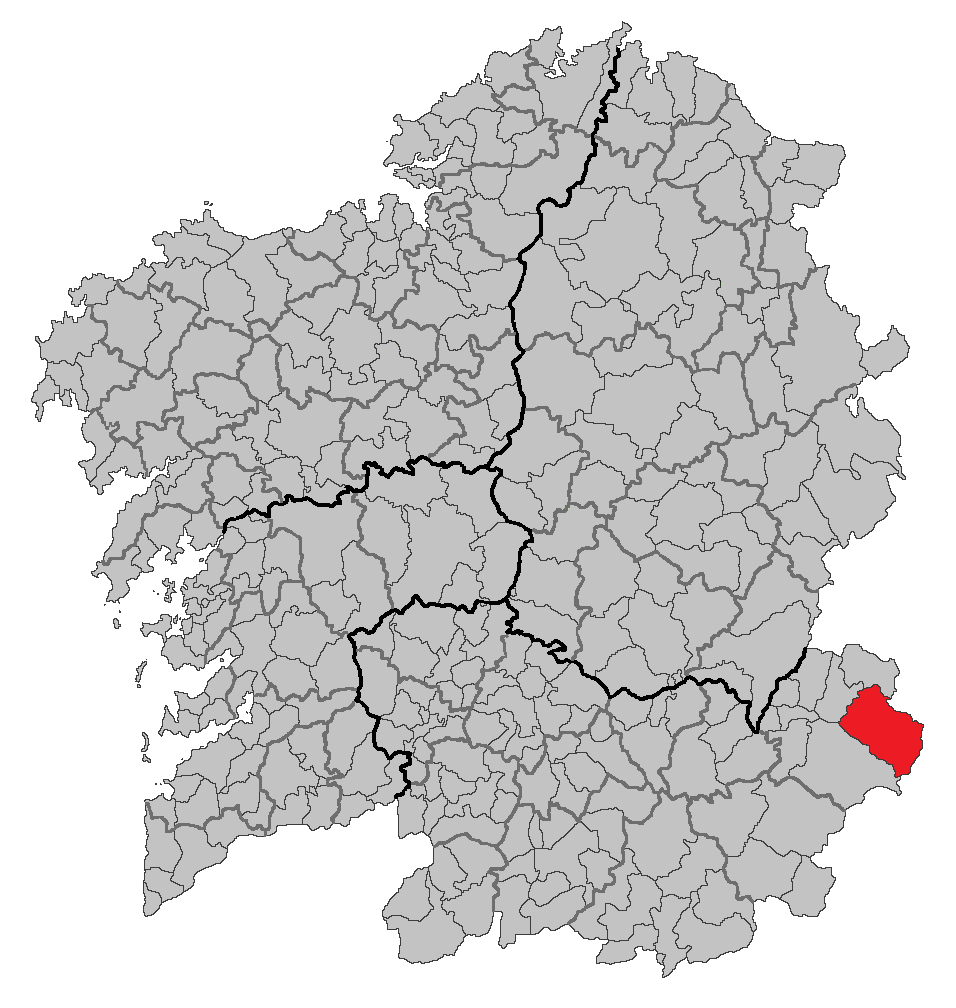

カルバジェーダ・デ・バルデオーラス（Carballeda de Valdeorras）はスペイン、ガリシア州、オウレンセ県の自治体、コマルカ・デ・バルデオーラスに属する。ガリシア統計局によると、2011年の人口は1,819人（2010年：1,866人、2009年：1,870人、2004年：2,080人、2003年：2,155人）。
ガリシア語話者の自治体住民に占める割合は93.85%（2001年）。

## 地理
カルバジェーダ・デ・バルデオーラスはオウレンセ県の東北部に位置し、コマルカ・デ・バルデオーラスに属する。北はルビアーと、北西部はオ・バルコ・デ・バルデオーラスと、南西はア・ベイガと、東はカスティーリャ・イ・レオン州のレオン県のベヌーサの各自治体と隣接、自治体の中心地区はソブラデーロ教区のソブラデーロ地区。
カルバジェーダ・デ・バルデオーラスはオ・バルコ・デ・バルデオーラス司法管轄区に属す。

### 人口
| カルバジェーダ・デ・バルデオーラスの人口推移 1900－2010 |
|                                                         |
| 出典:INE（スペイン国立統計局）1900年 - 1991年、1996年 - |

## 政治
自治体首長はガリシア国民党（PPdeG）のマリーア・カルメン・ゴンサーレス・キンテーラ（María Carmen González Quintela）、自治体評議員はガリシア国民党：8、ガリシア社会党（PSdeG-PSOE）：1となっている（2011年5月22日の自治体選挙結果、得票順）。
| 1999年6月13日自治体選挙 |        |        |          |
| 政党                    | 得票数 | 得票率 | 獲得議席 |
| UdeC                    | 838    | 56.51% | 7        |
| PPdeG                   | 403    | 27.17% | 3        |
| PSdeG-PSOE              | 233    | 15.71% | 1        |

| 2003年5月25日自治体選挙 |        |        |          |
| 政党                    | 得票数 | 得票率 | 獲得議席 |
| UdeC                    | 956    | 70.29% | 8        |
| PPdeG                   | 382    | 28.09% | 3        |

| 2007年5月27日自治体選挙 |        |        |          |
| 政党                    | 得票数 | 得票率 | 獲得議席 |
| UdeC                    | 790    | 64.44% | 8        |
| PPdeG                   | 278    | 22.68% | 2        |
| PSdeG-PSOE              | 130    | 10.60% | 1        |
| BNG                     | 16     | 1.31%  | 0        |

| 2011年5月22日自治体選挙 |        |        |          |
| 政党                    | 得票数 | 得票率 | 獲得議席 |
| PPdeG                   | 873    | 85.25% | 8        |
| PSdeG-PSOE              | 125    | 12.21% | 1        |
| BNG                     | 12     | 1.17%  | 0        |

## 教区
カルバジェーダ・デ・バルデオーラスは17の教区に分けられる。太字は自治体中心地区のある教区。
- カンデーダ（サン・ベルナベウ）
- カルバジェーダ（サン・ビセンソ）
- カサイオ（サンタ・マリーア）
- カソイオ（サン・シュリアン）
- ドミス（サン・ベルナベウ）
- ラルデイラ（サン・ティルソ）
- ア・ポルテーラ・ド・トリガル（サンタ・アナ）
- プマーレス（サン・マルティーニョ）
- プスマサン（サン・マテオ）
- リオドーラス（サンタ・マリーア）
- ロブレード（サンタ・マリーア）
- サン・シュスト（サン・シュスト）
- サンタ・クルス（サンタ・クルス）
- ソブラデーロ（サンタ・マリーア）
- ソウタドイロ（サンタ・イサベル）
- ビラ（サンタ・マリーア・マダレーナ）
- ビラデキンタ（サン・ペドロ）